# GG Allin
GG Allin (справжнє ім'я — Кевін Майкл Алін) (29 серпня 1956 — 28 червня 1993) — американський музикант (вокаліст, гітарист та ударник), один з найскандальніших персонажів в історії рок-музики. Відомий перш за все тим, що на своїх концертах зазвичай виступав без одягу, завдавав собі та присутнім на заходах тілесні ушкодження тощо. При цьому він регулярно випускав музичні альбоми, і за приблизно 17-річну кар'єру встиг зіграти з понад 15-ма групами.

## Дитинство та юність
Ім'я Ісус Христос Аллін було дане хлопчикові батьком Мерле Алліном, який стверджував, що сам Ісус прийшов до нього і сказав, що його майбутній син стане Месією. Пізніше Аллін називав себе «месією рок-н-ролу». Прізвисько GG з'явилося завдяки старшому братові GG Алліна Мерле Аллін-мол. Бувши дитиною Мерле молодший не міг вимовити ім'я Ісус (Джезус) і замість цього говорив Джедже. Мерле Аллін був релігійним фанатиком-відлюдником. Сім'я жила в хаті, де не було електрики і каналізації. Після настання темряви розмовляти в будинку було заборонено.
З ініціативи матері Арлет Гюнтер ім'я Ісус Христос Аллін було замінено на Кевін Майкл Аллін. Хлопчик виявився погано пристосованим до навчання, а також, в силу специфічного виховання, не зміг контактувати з іншими дітьми. Вирішено було перевести його в спеціальні класи для відсталих дітей. Вже в школі Аллін проявив свій бунтарський характер. Він перевдягався у жіночий одяг, приймав наркотики й влаштовував різноманітні розіграші.

## The Jabbers
GG Allin починав свою кар'єру як барабанщик, граючи в групі, створеній ще в школі. Вже тоді поведінка Алліна на сцені було дуже зухвалою. В 1977 році GG, бувши барабанщиком групи Malpractice взяв участь у записі двох пісень, що вийшли на синглі Love Tunnel/ Devil Triangle. У 1981 році GG співпрацює з групою Stripsearch і бере участь в записі їх синглу «Galileo/Over the New-York» (1981). Але перший успіх приходить до Алліна, коли він став фронтменом групи Jabbers. У групі на бас-гітарі також грав Мерл Аллін-мол. Jabbers грали гаражний рок у дусі Stooges і MC5. Колишні учасники MC5 Денніс Томпсон і Вейн Крамер у грудні 1980 року спільно з ним записують кілька пісень, що вийшли пізніше на синглі. Виступи групи Jabbers супроводжувалися заворушеннями і хаосом, однак тоді ще GG не являв собою того «монстра» у якого перетворився в кінці 1980-х. Спільно з Jabbers Аллін випустив альбом "«Always Was, Is and Always Shall Be» 1980 року і EP — «No rules». Останній концерт GG в складі Jabbers відбувся в 1984 році.

## The Scumfucks
Музикант збирає нову групу Scumfucks, у складі якої був записаний альбом «Eat My Fuck» (1984), а також ряд пісень, що вийшли вже після смерті музиканта в збірці «You`ll never tame me». З 1985 року Аллін починає записуватися і виступати з найрізноманітнішими колективами, змінивши понад 15 груп за все своє подальше музичне життя. Відомим у масштабах всієї країни Аллін став після виходу збірки «Hated in the Nation» в 1987 році.

## Популярність
Починаючи приблизно з 1986 року Аллін вже дійшов до того образу під яким і залишився в історії. Як правило, вже після кількох хвилин від початку концерту він виступав голим, з розбитою головою, робив провокаційні дії (бив когось із натовпу, намагався імітувати статевий акт з будь-ким хто був поруч, випорожнявся тощо).

## Тюремне ув'язнення
У 1989 році Алліна було ув'язнено на 1,5 року за нанесення тілесних ушкоджень 19-річній дівчині (він підпалював їй пальці ніг запальничкою, щоб вона протверезіла і прокинулась). Ув'язнення негативно вплинуло на нього. Якщо до ув'язнення Алін діяв скоріше з зухвалості, то тепер він почав надавати своїм діям та акціям форму «протесту проти системи» та пропагувати відверто людиноненависницькі погляди.

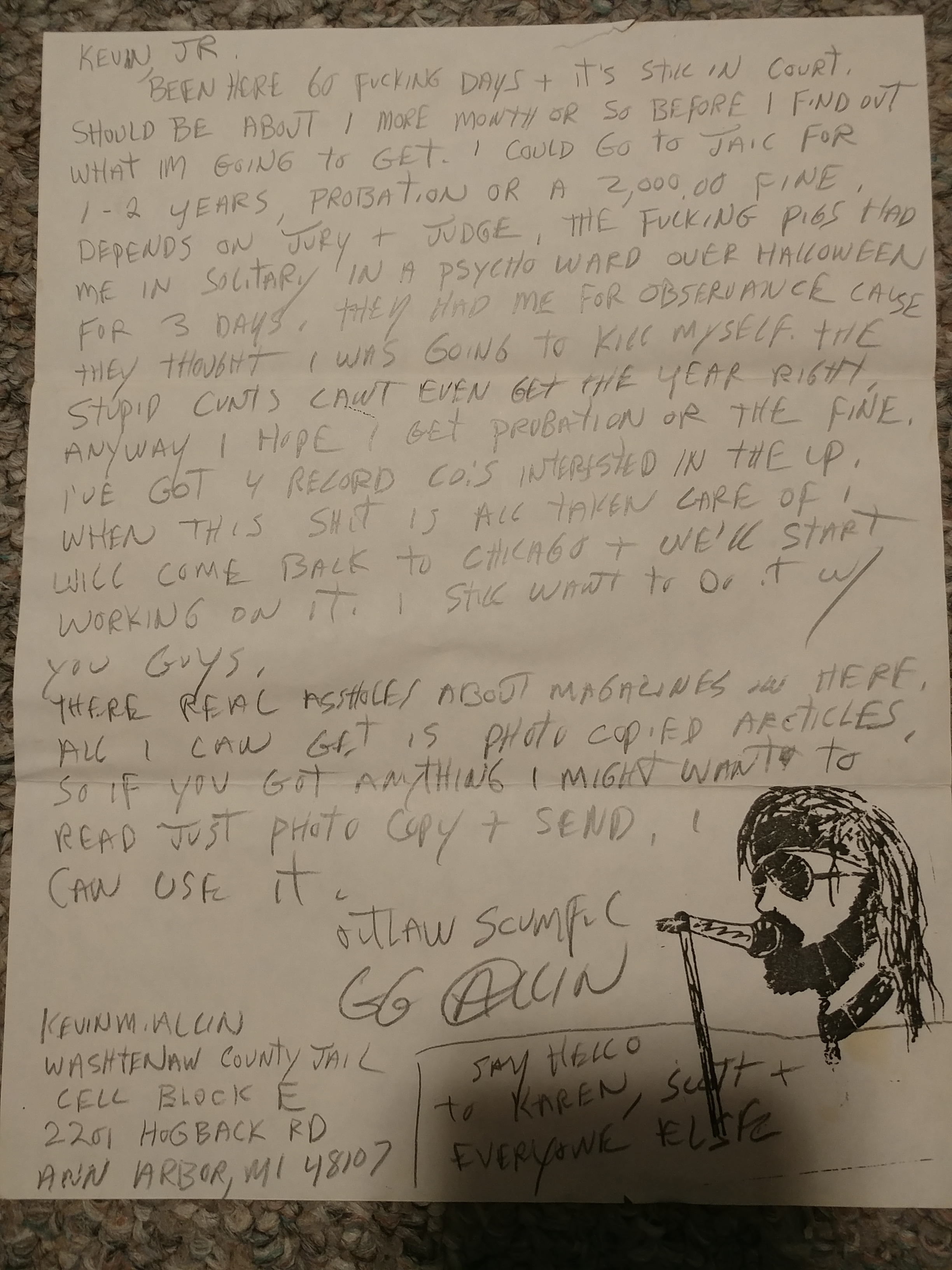
Лист від GG. Листопад, 1989 р.

## Останні роки життя
Після звільнення у 1991 році, Аліна почали запрошувати на ток-шоу, і навіть зняли документальний фільм. Всі його концерти проходили з масовими бійками, погромами, закінчувались прибуттям поліції, та закриттям клубу. Він стверджував, що рано чи пізно покінчить з життям самогубством, вбивши при цьому кількох своїх фанатів.

## Смерть
Після концерту 27 червня 1993 року Аллін з натовпом фанів пройшовся вулицями Нью-Йорку, лякаючи перехожих та розбиваючи вітрини. Після цього вони влаштували вечірку з наркотиками, під час якої Кевін Аллін помер. Він був похований з пляшкою віскі, плеєром з його власною музикою та в плавках з написом «Eat me»

## Творчість, погляди, значення
В ранній період GG Allin грав стандартний панк-рок з текстами здебільшого порнографічного характеру. Після 1987⁣ — ⁣1988 років його музика стала набагато похмурішою та важкою, з провокаційними текстами пісень. Також відомі акустичні пісні GG Allina, пісні в стилі кантрі та кавер-версії відомих рок-н-рольних хітів.
GG Allin вважав, що його місія — вирвати рок-н-рол з рук бізнесменів і повернути йому бунтівну сутність. Також він часто виправдовував свої дії на концертах «правом сили» та просто «бажанням вносити хаос». Він казав що «має стільки злості стосовно людей, що якби не існувало панк-року, то він став би маніяком».
Концерти GG Allin-а можна вважати ілюстрацією до крайньої форми вираження мізантропії та перебільшеного й доведеного до абсурду панк-року.